# Resinomycena mirabilis
Resinomycena mirabilis är en svampart som först beskrevs av Rolf Singer, och fick sitt nu gällande namn av Redhead & Nagas. 1987. Resinomycena mirabilis ingår i släktet Resinomycena och familjen Mycenaceae.   Inga underarter finns listade i Catalogue of Life.